# Ras al-Khaimah (emiraat)
Ras al-Khaimah of Ras al-Chaima (Arabisch: رأس الخيمة  lett. 'Hoofd van de tent') is een van de zeven emiraten waaruit de Verenigde Arabische Emiraten bestaan. Ras al-Khaimah is eveneens de naam van de hoofdstad van het emiraat, dat grenst aan Oman. Het is het enige emiraat dat zowel een stuk woestijn, stukken groen, mangroven als bergen op zijn grondgebied heeft.
Terwijl de eerste zes emiraten in 1971 reeds tot een federatie kwamen, sloot Ras al-Khaimah (RAK) zich pas in 1972 bij de federatie aan.
Staatshoofd van Ras al-Khaimah van 1971 tot 2010 was sjeik Saqr Al Qasimi, maar de feitelijke macht was in handen van zijn zoon sjeik Saud Al Qasimi, die na een vrijwel geweldloze machtswisseling in 2003 de functie van 'kroonprins' overnam van zijn halfbroer. Na het overlijden van zijn vader in oktober 2010, volgde Saud hem op als emir.
In Ras al-Khaimah was tussen 2005 en 2009 een vestiging van de Amerikaanse George Mason University, waarvan de hoofdvestiging zich in Fairfax, Virginia bevindt.